# Ricarda-Huch-Gymnasium (Hagen)
Das Ricarda-Huch-Gymnasium Hagen ist ein städtisches Gymnasium in der kreisfreien Großstadt Hagen in Nordrhein-Westfalen. Benannt ist die Schule, die internationale Kontakte mit Partnerschulen in Frankreich und der Russischen Föderation hat, nach der Schriftstellerin, Philosophin und Historikerin Ricarda Huch (1864–1947).

## Geschichte

### Gründung
Das Ricarda-Huch-Gymnasium wurde am 2. Januar 1848 als private „Höhere Töchterschule“ eröffnet. Geleitet wurde es zunächst von Peter Dietrich Grothe. Die Schule befand sich im Hinterhaus der Konditorei Tigges, direkt neben dem alten Rathaus – einem Fachwerkgebäude, das später als „Lauenburg“ bekannt wurde – an der Körnerstraße.
Grothe wurde später seines Amtes enthoben, da er „den freisinnigen Geist der Schülerinnen nicht unterdrückt hatte“. Das bedeutet, er gewährte den Schülerinnen zu viel politische Freiheit, was zu seiner Entlassung führte.
Zehn Jahre später wurde die Schule in eine städtische Höhere Töchterschule umgewandelt und erhielt eine neue Leitung: Lehrer Friedrich Heufer.
Im Jahr 1875 zog die Schule in ein größeres Gebäude an der Viktoriastraße um. Zu diesem Zeitpunkt zählte sie 150 Schülerinnen und 9 Lehrkräfte. Ab 1876 bestand die Schule aus sieben Klassen und übernahm den Schultyp eines sogenannten Lyzeums. Zwischen 1880 und 1912 wuchs die Schule stetig weiter und verzeichnete einen starken Anstieg an Schülerinnen. Aus dem Lyzeum wurde ein Oberlyzeum mit schließlich 740 Schülerinnen und 38 Lehrkräften.

### Die Schule in den Weltkriegen
Während des Ersten Weltkriegs bestand der Schulbetrieb weiter, und im Jahr 1920 erreichte die Schule mit 888 Schülerinnen ihren historischen Höchststand. Im Zuge der Weltwirtschaftskrise im Jahr 1930 verlor die Schule jedoch einen erheblichen Teil ihrer Schülerschaft. Im Jahr 1936 wurde erstmals eine „Reifeprüfung“ – das heutige Abitur – durchgeführt. Zwei Jahre später, 1938, trat im Zuge der nationalsozialistischen Schulreform eine tiefgreifende Veränderung in Kraft: Die Schulzeit wurde auf acht Klassenstufen verkürzt, und die Zulassung zum Abitur war nur noch möglich, wenn Schülerinnen zuvor in einer Prüfung hauswirtschaftliche Kenntnisse und Fertigkeiten nachgewiesen hatten.
Die Schulgebäude an der Viktoriastraße und an der Hochstraße wurden im Zweiten Weltkrieg bei einem Bombenangriff zerstört. Die Mädchenschule in Stolp wurde daraufhin aufgelöst und während der Sommermonate in einen Badeort ausgelagert. Ein Teil des Kollegiums sowie einige Schülerinnen fanden in Haspe eine neue schulische Heimat, wo die dortige Mädchenoberschule zur Vollanstalt erweitert wurde. Die Leitung lag dort in den Händen von Hermann Pohlschmidt.

### Wiederaufbau
In Hagen stand zu diesem Zeitpunkt lediglich das Gebäude des Staatlichen Albrecht-Dürer-Gymnasiums als Ausweichmöglichkeit für den höheren Schulbetrieb zur Verfügung. Am 13. März 1946 wurde der reguläre Unterrichtsbeginn aufgrund massiven Kohlenmangels bis zum 10. Februar 1947 verzögert. In der Zwischenzeit mussten die Schülerinnen ihre Hausaufgaben persönlich in der Schule abholen.
Die Feier zum 100-jährigen Bestehen der Schule fand im Kammermusiksaal der Stadthalle statt. Seitdem trägt die Schule den Namen Ricarda-Huch-Gymnasium. Ein Jahr später wurde erstmals eine Schulpflegschaft ins Leben gerufen. Auch der individuelle Austausch mit amerikanischen Schülerinnen begann in dieser Zeit. Am 13. Februar 1952 erhielt die Schule offiziell den Schultyp „Frauenoberschule“. Noch im selben Jahr begannen die Bauarbeiten für ein neues Schulgebäude, das bereits zwei Jahre später, im Sommer 1954, fertiggestellt werden konnte.

### Die Schule entwickelt sich weiter
Ein bedeutender Meilenstein in der Schulgeschichte war die Ernennung von Charlotte Cummenerl zur ersten Schulleiterin des Ricarda-Huch-Gymnasiums im April 1959. Unter ihrer Leitung entwickelte sich die Schule weiter, sowohl in pädagogischer als auch in organisatorischer Hinsicht. Bis zum Jahr 1970 stieg die Zahl der Schülerinnen auf über 1.000 an – ein deutliches Zeichen für die wachsende Bedeutung und Attraktivität der Schule.

### Enttypisierung und Stiftung Pohlschmidt
Bereits ein Jahr darauf, 1973, wurde das Gymnasium koedukativ und öffnete seine Türen auch für Jungen. Im Jahr 1979 legten erstmals über 100 Schülerinnen und Schüler erfolgreich ihr Abitur am RHG ab – ein weiterer Beweis für die stetige Weiterentwicklung der Schule zu einer modernen Bildungseinrichtung. Ab dem Jahr 1990 erlebte das Ricarda-Huch-Gymnasium zahlreiche Veränderungen, Projekte und Initiativen, die das Schulleben nachhaltig prägten. Seit Januar 1990 profitiert die Schule vom sogenannten „Vermächtnis Pohlschmidt“, einer Stiftung: Dabei werden die Zinserträge aus gestifteten Geldmitteln jährlich von der Schulkonferenz für schulische Zwecke vergeben.

### 1990er Jahre
Im Mai 1990 trat Johannes Denis sein Amt als neuer Schulleiter an. Im August fand das erste Treffen zwischen amerikanischen und russischen Schülergruppen im Rahmen der internationalen Schulpartnerschaft in Hagen statt. Einen Monat später feierte die Schulgemeinschaft ein großes Fest unter dem Motto „Ricarda macht Spaß“. Im Dezember begann die umfassende Sanierung der Turnhalle. Im Jahr 1991 wurde die Schulküche aufgrund ihres schlechten baulichen Zustands geschlossen, später musste auch die Aula aus Sicherheitsgründen gesperrt werden. Dennoch engagierte sich die Schule in vielfältiger Weise: Eine große Hilfsaktion zugunsten der Stadt Smolensk in Russland wurde organisiert – inklusive Tombola, Sachspenden und Hilfstransporten mit mehreren LKWs. Auch sportlich und kulturell war die Schule sehr aktiv: Neben einem Volleyballtraining mit Nationalspielerinnen fanden Sportfeste und Theateraufführungen statt. Im Rahmen eines Wettbewerbs wurde ein neues Schullogo entworfen und ausgewählt. Die bereits seit zehn Jahren bestehende Partnerschaft mit einer englischen Schule wurde feierlich gewürdigt.
Erstmals durften Schüler der 11. Klasse ein zweiwöchiges Betriebspraktikum absolvieren, um Einblicke in verschiedene Berufsfelder zu erhalten. Zwischen 1993 und 1996 wurden zwei große Projektwochen veranstaltet: 1993 unter dem Motto „Schule in der Stadt“ und 1996 unter dem Titel „Ricarda kreativ“. Dabei konnten Schüler ihre Talente in Kunst, Musik und Theater zeigen. Im sportlichen Bereich kooperierte die Schule mit dem Basketballverein Brandt Hagen, und es gab erneut Volleyballtrainings mit Profis. 1994 fand ein großes Sportfest mit 750 Teilnehmenden statt. Musik und Theater gewannen weiter an Bedeutung: 1994 wurde ein Benefiz-Rockkonzert mit 15 Bands zugunsten von UNICEF veranstaltet. 1995 führten Schüler ein Theaterstück von Woody Allen auf, 1996 folgte das Musical „Ocean World“ im Stadttheater.

### Veränderungen im Unterricht
Auch der Unterricht wandelte sich: Ab dem Schuljahr 1994/95 wurde Französisch nicht mehr als erste Fremdsprache angeboten. 1995 wurde die Fünftagewoche eingeführt – der Samstag war nun unterrichtsfrei.
Im Juni 1996 begann eine groß angelegte Verschönerungsaktion der Schule. Neben Handwerkern beteiligten sich zahlreiche Eltern, Lehrkräfte und Schüler. Ab November wurden mit den sogenannten „Otto-Großeltern“ engagierte Senioren als Schulpaten gewonnen. Sie unterstützten die Schule regelmäßig durch Gespräche, Mithilfe im Alltag oder gemeinsame Projekte und bildeten so eine Brücke zwischen den Generationen – ein Projekt, das bis 1998 fortgeführt wurde. Zwischen 1996 und 1998 wurde das Schulgebäude umfassend renoviert. 1997 wurde das Musical „Yamamoto“ aufgeführt, und die Schule feierte ihr 20-jähriges Bestehen seit der Einführung der Koedukation.
Im Gegensatz zu früher hat sich das Fächerangebot enorm verändert. War der Unterricht früher auf die „gute, gebildete Hausfrau“ ausgerichtet (Rechnen, Zeichnen, Deutsch, Religion und Handarbeit), gibt es heute neben den klassischen Fächern ein breites Wahlangebot, u. a. das Fach Psychologie.

### Gegenwart
Am 26. September 1998 beging das Ricarda-Huch-Gymnasium sein 150-jähriges Jubiläum. Gleichzeitig wurde die sanierte Aula mit einem feierlichen Festakt – unter Anwesenheit des Oberbürgermeisters – wiedereröffnet. In der Vorwoche fanden Projekttage und ein großes Schulfest statt, bei dem viele Eltern tatkräftig mitwirkten. Im Jahr 2001 begannen die Arbeiten am Erweiterungsbau. Die Erweiterung umfasst acht Unterrichtsräume bzw. Fachräume: zwei Klassenräume, naturwissenschaftliche Räume für Biologie und Physik, Mehrzweckräume und ein Raum für Neue Technologien. Der Bau wurde 2003 fertiggestellt und feierlich eröffnet. 2010 trat Johannes Krüsemann das Amt des Schulleiters an.
Der Schulbau ist seit dem 20. Mai 2014 als Baudenkmal gelistet (siehe Liste der Baudenkmäler in Hagen).
Im Schuljahr 2017/18 wurde das selbst entwickelte Theaterstück Flucht aufgeführt, 2019 folgte die Inszenierung von Bertolt Brechts Mutter Courage und ihre Kinder. Zwischen März 2020 und Ende 2021 prägte die Corona-Pandemie den Schulalltag. Der Präsenzunterricht wurde ausgesetzt, und der Unterricht fand überwiegend digital statt. Seit 2021 hat das RHG weitere Schritte in Richtung Digitalisierung unternommen: Schüler der Mittel- und Oberstufe erhalten Leih-iPads zur Unterstützung des Lernens. Zudem wurde ein modernes Selbstlernzentrum mit Computern und eine Ausleihbibliothek eingerichtet. Vielfältige Wettbewerbe in verschiedenen Fächern, regelmäßige Ausflüge und Klassenfahrten sowie neue pädagogische Konzepte prägen heute das Schulleben am RHG – einer Schule, die ihre lange Tradition mit Offenheit für Zukunft und Wandel verbindet.

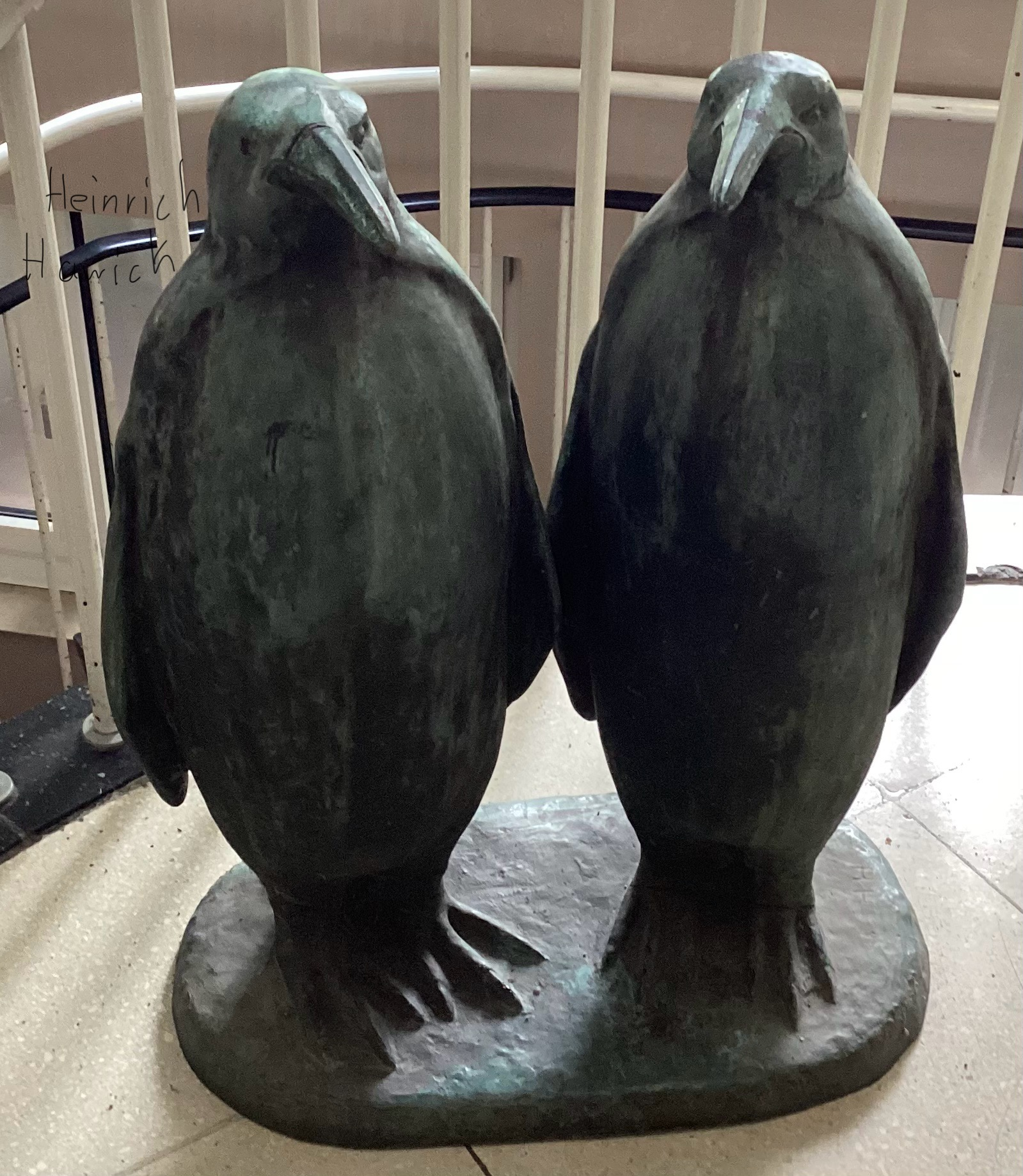
Pinguine von Heinrich Hawick

## Kunst am Ricarda-Huch-Gymnasium

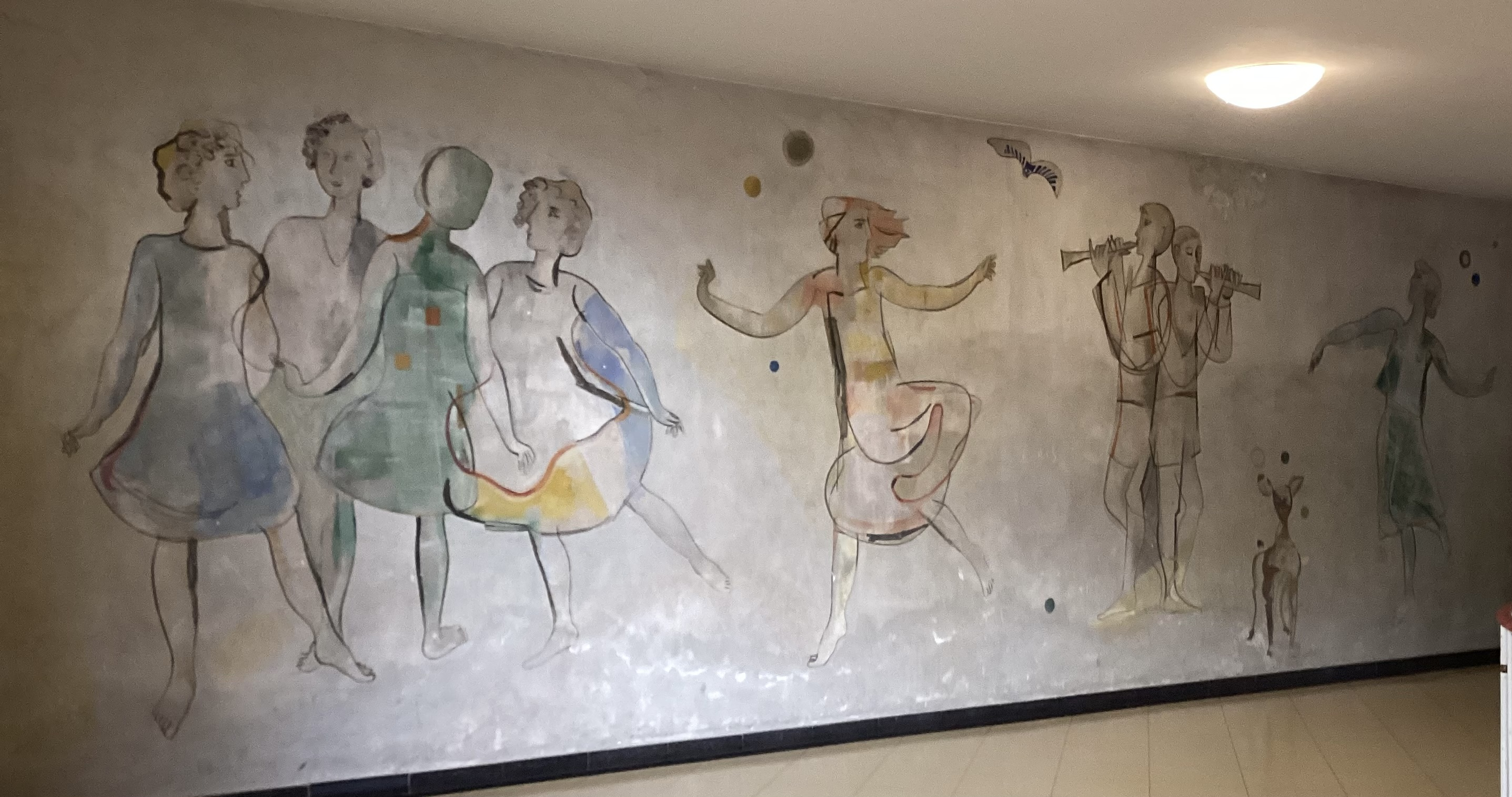
Wandgemälde von Emil Schumacher

Auf dem Gelände des Ricarda-Huch-Gymnasiums in Hagen befinden sich mehrere Kunstwerke im öffentlichen Raum. Besonders auffällig ist das großformatige Wandbild des Künstlers Robert Pudlich an der Turnhalle, das gut von der Badstraße aus sichtbar ist. Vor der Treppe zur Cafeteria steht zudem die Bronzeplastik Pinguine des Bildhauers Heinrich Hawick. Darüber hinaus finden sich auf dem Schulhof und im Schulgebäude weitere Kunstwerke (u. a. ein Wandgemälde von Emil Schumacher) in unterschiedlichen Größen und Stilrichtungen. Für diese Werke kommen Künstler wie Renée Sintenis, Emil Schumacher, Carl Baumann oder Johanna Wagner in Frage – jedoch ist nicht bekannt, welche Werke genau von wem stammen.

## Projekte und Wettbewerbe

### Projekte
2025 fand vom 7. bis 10. Juli eine Projektwoche statt, bei der Schüler von Klasse 5 bis EF aus verschiedenen Projekten wählen konnten. Das beliebteste Projekt war „Wandern auf den Drei-Türme-Weg“. Die Teilnehmenden wanderten etwa 12 Kilometer und machten Fotos zur Dokumentation.

### Wettbewerbe
Am Ricarda-Huch-Gymnasium nehmen viele Schüler regelmäßig an verschiedenen Wettbewerben teil. Besonders bekannt sind folgende Wettbewerbe:
- Big Challenge: Ein europaweiter Englischwettbewerb, bei dem die Teilnehmenden ihr Wissen in Grammatik, Wortschatz und Hörverstehen testen. Der Wettbewerb fördert spielerisch die Englischkenntnisse und macht Spaß.
- Känguru der Mathematik: Ein Mathewettbewerb, bei dem Schüler spannende Knobelaufgaben lösen. Dabei geht es um logisches Denken und Problemlösung, nicht nur um reine Rechenfertigkeiten.
- Mathematik-Olympiade in Deutschland: Dieser Wettbewerb richtet sich an mathematisch besonders interessierte Schüler. Sie bearbeiten komplexe Aufgaben, die über den regulären Schulstoff hinausgehen, und können sich durch gute Leistungen für höhere Wettbewerbsrunden qualifizieren.

Teilnehmer erhalten für ihre Leistungen meist Urkunden oder kleine Preise. Diese Wettbewerbe fördern das Interesse an Fremdsprachen und Mathematik und stärken das Selbstbewusstsein der Schüler.

## Persönlichkeiten

### Schulleiter
- 1847 bis 1850: Dietrich Grothe
- 1850 bis 1858: Friedrich Heufer
- 1858 bis 1875: Stahlberg
- 1875 bis 1876: August Heinrich Greeven
- 1876 bis 1878: Karl August vom Berg
- 1878 bis 1903: Friedrich Wenzel (Schulrat)
- 1903 bis 1909: Ernst Dublin
- 1909 bis 1934: Fritz Möhle
- 1934 bis 1946: Richard Doller
- 1946 bis 1959: Hermann Pohlschmidt
- 1959 bis 1972: Charlotte Crummenerl
- 1973 bis 1990: Friedhelm Kilian
- 1990 bis 2010: Johannes Denis
- 2010 bis 2013: Johannes Krüsemann
- 2013 bis 2015: Carsten Schmidt
- 2017 bis 2022: Stefan Völker
- 2022 bis 2024: Gabriele Kemper (kommissarisch)
- seit 2024: André Hoppe[8]

### Ehemalige Schüler
- Inge Ehlers (* 1945), Pädagogin und langjährige ehrenamtliche Mitarbeiterin im Kulturzentrum AllerWeltHaus in Hagen
- Katharina Kohse-Höinghaus (* 1951), Chemikerin und Seniorprofessorin für Physikalische Chemie an der Universität Bielefeld
- Silvia Wadhwa (* 1959), Journalistin und Börsenanalystin
- Christian Wagner (* 1971), Kommunalbeamter (CDU)
- Bianca Rundshagen (* 1971), Wirtschaftswissenschaftlerin und Hochschullehrerin